# Kärleksmagi
"Kärleksmagi", skriven av Vicki Benckert, är en balladlåt. Elisabeth Andreasson sjöng den då den kom på delad sjätteplats i den svenska Melodifestivalen 1984 och missade finalen. "Kärleksmagi" lanserades 1984 på singel.